# Rhabdias bufonis
Rhabdias bufonis ist eine Art der Fadenwürmer aus der Familie Rhabdiasidae, die in den Lungen von Froschlurchen parasitiert. Sie wurde erstmals bei der europäischen Erdkröte (Bufo bufo) entdeckt.

## Verbreitung
Rhabdias bufonis ist weltweit verbreitet, ist aber vorwiegend in Europa und Asien zu finden. In Nordamerika ist der Fadenwurm aus Kanada und Teilen der Vereinigten Staaten bekannt. Er kommt in allen Habitaten vor, die auch von ihren Wirtstieren bewohnt werden. Außer bei der Erdkröte, bei der die parasitischen Fadenwürmer erstmals entdeckt wurden, konnten sie auch bei der Knoblauchkröte (Pelobates fuscus), der Wechselkröte (Bufo viridis), der Rotbauchunke (Bombina bombina), der Gelbbauchunke (Bombina variegata), dem Grasfrosch (Rana temporaria), dem Moorfrosch (Rana arvalis), dem Springfrosch (Rana dalmatina) und den Wasserfröschen (Gattung bzw. Untergattung Pelophylax) nachgewiesen werden.

## Lebenszyklus
Bei Rhabdias bufonis findet man, wie bei vielen Nematoden, einen Generationswechsel. Frei lebende Formen wechseln einander mit parasitischen ab. Die frei lebenden Würmer sind getrennt geschlechtlich, die parasitierenden Formen sind Zwitter. Diese ernähren sich vom Lungengewebe der Frösche und werden bis zu zehnmal so lang wie die frei lebenden Würmer. Nach einiger Zeit produzieren die Parasiten Eier, die über die Atemwege in die Mundhöhle der Frösche gelangen und verschluckt werden. Im Verdauungstrakt entwickeln sich aus den Eiern die Juvenilstadien der Würmer und werden schließlich ausgeschieden. Drei bis sieben Tage bleiben sie in den Ausscheidungen der Frösche, danach leben sie in der Erde und ernähren sich von Bakterien und anderen Lebewesen in zerfallendem organischem Material. Nach vier Häutungen erreichen sie das AdultStadium. Die Weibchen produzieren Eier, die von den Männchen befruchtet werden und sich im Mutterleib weiterentwickeln. Die Würmer schlüpfen innerhalb des Muttertieres und ernähren sich von dessen Geweben. Erst nach zwei Häutungen verlassen sie den Mutterleib und dringen durch die Haut in die Lunge ihrer Wirte ein.
Es werden hauptsächlich junge Frösche befallen und wenn mehrere Fadenwürmer gleichzeitig deren Lunge erreichen, kann das ihr Wachstum deutlich hemmen. In einer Studie wurde festgestellt, dass befallene Frösche oft nur die Hälfte des Gewichts gesunder Frösche im selben Alter erreichten. Dies ist auf eine durch den Befall der Würmer induzierte verminderte Nahrungsaufnahme zurückzuführen.

## Taxonomie
Rhabdias bufonis wurde schon 1788 von Franz von Paula Schrank in seinem Verzeichniss der bisher hinlänglich bekannten Eingeweidewürmer als Ascaris bufonis beschrieben.